# Baseball aux Jeux olympiques
Le baseball fait sa première apparition aux Jeux olympiques d'été de 1912 à Stockholm en tant que sport de démonstration. Ce n'est que 80 ans plus tard, à Barcelone, qu'il devient sport olympique.

Entre 1992 et 2020, dix-huit nations ont participé aux six tournois de baseball. Parmi elles, seul le Japon les a tous joués.

La commission du programme olympique n'a pas retenu le baseball sur la liste des sports au programme des Jeux olympiques d'été de 2012 à Londres et des Jeux olympiques d'été de 2016 à Rio de Janeiro ; la discipline fait son retour pour les Jeux olympiques d'été de 2020 à Tokyo.

## Historique

Le jury du match de baseball entre équipes américaines, le 20 juillet 1900 sur les terrains du Racing Club de France au Bois de Boulogne, après l'annulation des parties prévues du 14 au 19.

### Rencontres de démonstration
Le 20 juillet 1900 à Paris, la première rencontre de baseball olympique a opposé deux équipes américaines, après l'annulation du tournoi prévu.

En 1904 à Saint-Louis, un petit tournoi non officiel est organisé entre équipes américaines.

Le 15 juillet 1912 à Stockholm, le baseball olympique a opposé les États-Unis à la Suède. Dans une rencontre en 6 manches, les États-Unis ont gagné facilement 13 à 3.

Le 12 août 1936 au Stade olympique de Berlin devant plus de 90 000 spectateurs, deux équipes américaines se sont opposées.

En 1952 à Helsinki, la variante finlandaise du baseball est disputée entre deux équipes locales.

En 1956 à Melbourne, l'Australie a joué contre les États-Unis sur une rencontre.

En 1964 à Tokyo, le Japon était défait par les États-Unis, toujours lors d'une unique partie.

### Tournois de démonstration
Après 20 ans d'absence, le baseball revient comme sport de démonstration pour les Jeux olympiques d'été de 1984 à Los Angeles. Un tournoi avec huit équipes voit la victoire du Japon sur les États-Unis.

Le même format sera repris à Séoul lors des Jeux olympiques d'été de 1988. Cette fois, ce sont les États-Unis qui battent le Japon.

Ces deux tournois sont marqués par l'absence de l'équipe de Cuba, 3 fois champion du monde (1984, 1986 et 1988) et 2 fois vainqueurs de la Coupe intercontinentale (1985 et 1987), en raison des boycotts soviétiques de 1984 et nord-coréen en 1988.

### Sport olympique
Le baseball devient sport olympique à Barcelone pour les Jeux olympiques d'été de 1992. Le format de tournoi est divisé en trois phases : le tour préliminaire où toutes les équipes se rencontrent, les demi-finales et les finales pour les médailles. Cette formule reste la même pour les jeux suivants. Depuis les Jeux olympiques d'été de 2000 à Sydney, les joueurs professionnels sont autorisés à participer. 

Le baseball n'était plus un sport olympique depuis les Jeux olympiques d'été de 2012 mais a été à nouveau retenu pour l'édition 2020 et l'édition 2028.

## Tableau des médailles
| Épreuves       | Or           | Argent     | Bronze                 |
| -------------- | ------------ | ---------- | ---------------------- |
| Barcelone 1992 | Cuba         | Taïwan     | Japon                  |
| Atlanta 1996   | Cuba         | Japon      | États-Unis             |
| Sydney 2000    | États-Unis   | Cuba       | Corée du Sud           |
| Athènes 2004   | Cuba         | Australie  | Japon                  |
| Pékin 2008     | Corée du Sud | Cuba       | États-Unis             |
| Tokyo 2020     | Japon        | États-Unis | République dominicaine |

| Rang | Pays                   | Médaille d'or | Médaille d'argent | Médaille de bronze | Total |
| 1    | Cuba                   | 3             | 2                 | 0                  | 5     |
| 2    | États-Unis             | 1             | 1                 | 2                  | 4     |
| 2    | Japon                  | 1             | 1                 | 2                  | 4     |
| 4    | Corée du Sud           | 1             | 0                 | 1                  | 2     |
| 5    | Australie              | 0             | 1                 | 0                  | 1     |
| 5    | Taïwan                 | 0             | 1                 | 0                  | 1     |
| 7    | République dominicaine | 0             | 0                 | 1                  | 1     |

## Pays participants
16 pays ont participé aux tournois de baseball. Les chiffres dans le tableau indiquent le classement de chaque équipe.

| Pays             | 1992 | 1996 | 2000 | 2004 | 2008 | 2020 | Part. |
| ---------------- | ---- | ---- | ---- | ---- | ---- | ---- | ----- |
| Afrique du Sud   |      |      | 8    |      |      |      | 1     |
| Australie        |      | 7    | 7    | 2    |      |      | 4     |
| Canada           |      |      |      | 4    | 6    |      | 2     |
| Chine            |      |      |      |      | 8    |      | 1     |
| Corée du Sud     |      | 8    | 3    |      | 1    | 4    | 4     |
| Cuba             | 1    | 1    | 2    | 1    | 2    |      | 5     |
| Espagne          | 8    |      |      |      |      |      | 1     |
| États-Unis       | 4    | 3    | 1    |      | 3    | 2    | 5     |
| Grèce            |      |      |      | 7    |      |      | 1     |
| Italie           | 7    | 6    | 6    | 8    |      |      | 4     |
| Israël           |      |      |      |      |      | 5    | 1     |
| Japon            | 3    | 2    | 4    | 3    | 4    | 1    | 6     |
| Mexique          |      |      |      |      |      | 6    | 1     |
| Nicaragua        |      | 4    |      |      |      |      | 1     |
| Pays-Bas         |      | 5    | 5    | 6    | 7    |      | 4     |
| Porto Rico       | 5    |      |      |      |      |      | 1     |
| Rép. dominicaine | 6    |      |      |      |      | 3    | 2     |
| Taïwan           | 2    |      |      | 5    | 5    |      | 3     |
| Nombre de pays   | 8    | 8    | 8    | 8    | 8    | 6    |       |

## Qualifications
Le pays organisateur est qualifié d'office pour le tournoi de baseball. Les sept autres places sont attribués lors des tournois de qualification olympique.

Pour les Jeux olympiques d'été de 2008 à Pékin, en dehors de la Chine qualifiée d'office, 2 places sont attribuées à l'Amérique (États-Unis et Cuba), 1 place à l'Europe (Pays-Bas) et à l'Asie (Japon). Les 3 autres places sont attribuées lors d'un tournoi entre :
- le champion d'Afrique
- le champion d'Océanie (l'Australie[3])
- les équipes classées 3e et 4e lors du tournoi de qualification des Amériques (Mexique et Canada[4])
- les équipes classées 2e et 3e lors du tournoi de qualification asiatique (Championnat d'Asie 2007)
- les équipes classées 2e et 3e lors du tournoi de qualification européen (Championnat d'Europe 2007)

## Compétition
Les règles du baseball olympique sont presque identiques à celles du baseball professionnel. L'utilisation de battes en aluminium est autorisée. Si une équipe a plus de dix points d'avance pendant ou après la 7e manche, la rencontre est terminée (mercy rule).

Les huit équipes participantes jouent chacune contre les sept autres lors du tour préliminaire. Les quatre meilleures équipes se qualifient pour les demi-finales (1er contre 4e et 2e contre 3e).

Les vainqueurs des demi-finales jouent pour les médailles d'or et d'argent en finale, alors que les perdants se disputent la médaille de bronze.

Le tournoi est ouvert aux joueurs professionnels comme aux joueurs amateurs depuis les Jeux de Sydney en 2000.
Pour les jeux olympiques de 2020, le format de compétition a été modifié, passant de huit équipes qualifiées à six. Voir Baseball aux Jeux olympiques d'été de 2020 pour le détail.